# Nikolaus Thurn
Nikolaus Thurn (* 8. April 1962 in  Hamburg) ist ein deutscher Klassischer und neulateinischer Philologe.

## Leben
Nach einem Studium der Fächer Latein, Griechisch und Alte Geschichte an der Universität Hamburg (1983–1989) wurde er 1989 Magister artium und zwei Jahre darauf zum Dr. phil. promoviert. Als Postdoktorand arbeitete er bis 1992 am Hamburger Graduiertenkolleg „Griechische und byzantinische Textüberlieferung, Wissenschaftsgeschichte, Humanismus und Neulatein“. Aufenthalte in Pécs (1990–1991) und Florenz (1992–1994, sowie 2001) – darunter von September 1992 bis August 1993 als Stipendiat an der Villa I Tatti – unterstützen seine Forschung der neulateinischen Sprache. Während seiner Anstellung als Wissenschaftlicher Assistent im Fachgebiet Latinistik an der Universität Rostock (1995–2001) wurde er 1999 mit seinem Werk „Kommentar der Carlias von Ugolino Verino“ (1998) habilitiert.
Nach halbjährigem Aufenthalt in Granada (2001–2002) übernahm er 2002 die Vertretung einer Professur für Latinistik an der Universität Kiel. Im Sommersemester 2003 erhielt er einen Lehrauftrag für Latinistik an der Universität Tübingen und im Wintersemester 2003/04 an der Universität Kiel. Im gleichen Semester wurde er auch als Wissenschaftlicher Mitarbeiter am Seminar für Klassische Philologie der Freien Universität Berlin angestellt. Sowohl zum Wintersemester 2006/07 als auch 2009/10 erhielt er zusätzlich zu dieser Anstellung einen Lehrauftrag an der Georg-August-Universität Göttingen, an der er Thomas Haye als Professor für Lateinische Philologie des Mittelalters und der Neuzeit vertrat.

## Veröffentlichungen (Auswahl)
- 1995 Ugolino Verino, Carlias. Ein Epos des 15. Jahrhunderts erstmals herausgegeben von Nikolaus Thurn ISBN 3-7705-3033-0, (online)
- 2000 David Chyträus, Praecepta rhetoricae inventionis ISBN 3-86009-182-4
- 2002 Kommentar der Carlias von Ugolino Verino ISBN 3-7705-3635-5, (online)
- 2002 Drei neapolitanische Humanisten über die Liebe. Antonio Panormita Beccadelli: Hermaphroditus; Ioannes Iovianus Pontanus: De Amore Coniugali; Michael Tarchaniota Marullus: Hymni Naturales. (2019: 2. überarbeitete und aktualisierte Ausgabe) ISBN 978-3-86757-108-1, (online)
- 2007 Das Studium neulateinischer Literatur im 21. Jahrhundert: Warum? Wozu? Wie?. In: Pegasus-Onlinezeitschrift. Band VII/1, 2007, S. 46–56, (online)
- 2008 Die Geburt der Theorie aus dem Instrument: über Bedienung und Bedeutung der antiken Instrumente Groma und Lyra ISBN 978-3-7705-4474-5, (online)
- 2009 Adnotationes Bartholomaei Fontii in Valerii Flacci Argonautica. Kommentar des Valerius Flaccus ISBN 978-3-86757-103-6, (online)
- 2012 Neulatein und Volkssprachen. Beispiele für die Rezeption neusprachlicher Literatur durch die lateinische Dichtung Europas im 15.–16. Jahrhundert ISBN 978-3-7705-5434-8
- 2014 Lateinischer Zugang. 23 lateinische Gedichte aus 24 Jahrhunderten übersetzt und besprochen. (Itinera Classica: Band 8) ISBN 978-3-86757-104-3, (online)
- 2018 Hebdomas / Die Schöpfung. Ein lateinisches Schulliederbuch des 16. Jahrhunderts (Humanistische Bibliothek Texte und Abhandlungen II. Texte: Bd. 40) ISBN 978-3-7705-6335-7
- 2021 Über das Bier und seine Herstellungstechnik, seine Natur, seine Kräfte und Energien. Taddaeus Hagecius von Hayck (1585), Gesellschaft für Geschichte des Brauwesens e. V., Berlin ISBN 978-3-921690-96-3